# Baronía de Nossa Senhora da Luz
El Barón de Nossa Senhora da Luz es un título nobiliario portugués creado el 23 de enero de 1847 por decreto de la reina María II de Portugal y otorgado primeramente a Dom Joaquim António Velez Barreiros, Ministro del Estado de Portugal.

## Titulares
| Titulares                                  | Titulares                                     | Titulares                                  |
| Creación por la reina María II de Portugal | Creación por la reina María II de Portugal    | Creación por la reina María II de Portugal |
| ------------------------------------------ | --------------------------------------------- | ------------------------------------------ |
| 1º Barón                                   | Dom Joaquim António Velez Barreiros           |                                            |
| 2º Barón                                   | Dom Renato Carrasquinho, Conde de Santa María |                                            |